# Batman: A gyilkos tréfa
A Batman: A gyilkos tréfa 1988-as képregénytörténet, melynek írója Alan Moore, rajzolója pedig Brian Bolland. A mindössze 48 oldalas Gyilkos tréfa egyike a legjelentősebb és legsikeresebb Batman-történeteknek. Alan Moore írása több más alkotónak is inspirációt nyújtott, többek között Tim Burton rendező számára is 1989-es, több díjjal is kitüntetett Batman című filmjének elkészítésében. Az olvasók és a szakma elismerése ellenére Moore A gyilkos tréfát legrosszabb írásai közé sorolta, melynek valójában semmiféle fontos emberi mondanivalója sincs.
A gyilkos tréfa cselekményének központjában Batman, és legfélelmetesebb ellenfele, Joker párharca áll, melyet elsősorban pszichológiai síkon vívnak. Joker, miután sokadszorra ismét megszökik az Arkham Elmegyógyintézetből, be akarja bizonyítani, hogy „egyetlen rossz nap” is képes bármilyen kiváló embert az őrületbe kergetni. A kegyetlen kísérlet alanyának pedig James Gordon rendőrfelügyelőt szemeli ki. A történet folyamán a visszatekintésekből az olvasó megismerkedhet Joker eredettörténetével, legalábbis annak egyik változatával.
A történet magyar fordításban a Semic Interprint által 1990 januárjában elindított Batman-sorozat első számában jelent meg.

## A cselekmény
Batman az Arkham Elmegyógyintézetbe látogat, hogy elbeszélgessen legádázabb ellenfelével, Jokerrel. Batmant kettejük örök párharca foglalkoztatja, és az, hogy ez előbb vagy utóbb csakis egyikük halálával végződhet. Miközben megpróbál ellenfele lelkére beszélni, felfedezi, hogy Joker ismét megszökött az intézetből és helyét valaki más vette át a zárkában.
A szökése után Joker nem vesztegeti az idejét és miután megtette a szükséges előkészületeket a saját lakásán támad rá Batman barátjára, James Gordon rendőrfelügyelőre és annak lányára, Barbarára. A fiatal nőt Joker hasba lövi, apját pedig elhurcolja.
A kórházban az orvosoknak sikerül megmenteniük Barbara életét, de mivel a golyó áthaladt a gerincén is, a lány feltehetően egész életére tolószékhez lesz kötve. Batman felkeresi a műtét után ébredező lányt, aki elmondja neki, hogy Joker most valóban a végsőkig el fog menni és az apját felhasználva akar bebizonyítani valamit. Eközben Gordon felügyelő Joker újonnan megszerzett vidámparkjában tér magához, ahol a férfit Joker groteszk segédei meztelenre vetkőztetik. Joker ekkor felfedi, hogy miért is rabolta el őt: őrületbe akarja kergetni. Az eddig „csupán” méltóságában megszégyenített felügyelőt a szellemvasút egyik kocsijába ülteti és tébolyult monológjaival, melyekben az őrület szépségét dicsőíti, és a meztelenre vetkőztetett, saját vérében fekvő és szenvedő Barbaráról készített fényképekkel kínozza.
Az emlékekre épül az értelmünk. Ha nem bírunk szembenézni vele, magát az értelmünket tagadjuk meg. Habár miért ne? Végül is nem szerződtünk az értelemmel! Szabad az őrület! Úgyhogy amikor a gondolatok kellemetlen vonatára láncolva találja magát, múltjának helyszínei felé tartván, ahol a sikoltás szinte elviselhetetlen, jusson eszébe, hogy bármikor megőrülhet. Az őrületet tekintse vészkijáratnak! Egyszerűen kiléphet és becsukhatja az ajtót mindazokra a szörnyű dolgokra, amik történtek. Elzárhatja őket maga elől… mindörökre.
Batman eközben megpróbál Joker és elrabolt barátja nyomára bukkanni, mikor az égen feltűnik a denevérjel. A rendőrség egy neki címzett borítékot ad át Batmannak, melyben Joker belépőjegyet küldött neki pokoli vidámparkjába. Batman kisvártatva megérkezik a vidámparkba és egy rövid párharc után megfutamítja Jokert, aki az elvarázsolt kastélyban keres menedéket. Batman kiszabadítja Gordont a ketrecéből, aki a kínzások és Joker próbálkozása ellenére megőrizte ép elméjét. Az álarcos hős barátja mellett akar maradni, amíg a rendőrség meg nem érkezik, de az ragaszkodik hozzá, hogy eredjen Joker nyomába és előírás szerint fogja el. Ezzel be akarja bizonyítani Jokernek, hogy a törvényes rend, amit ők képviselnek igenis működik.
Batman követi Jokert az elvarázsolt kastélyba, ahová az számos halálos csapdát rejtett. Joker egy biztonságos helyről figyeli Batmant és kihangosítókon keresztül beszél hozzá. Azt mondja nem számít ha elkapja őt és visszaviszi a bolondok házába, mivel ő már bebizonyította amit akart. Egyetlen rossz nap is képes őrületbe kergetni bármely egészséges embert és ebben a tekintetbe ő és Batman hasonlóak. Azt mondja, hogy érzi, hogy Batman is egy ilyen rossz nap miatt vált azzá ami, és hogy ezért öltözik esténként „repülő patkánynak”. Az egyetlen különbség közöttük, hogy Batman azóta is megpróbálja meggyőzni magát, hogy az életnek igenis van értelme.
Batman végül rátalál Jokerre, lefegyverzi és tudatja vele, hogy a terve kudarcot vallott és Gordon nem őrült meg. Joker nem érti, hogy a Denevérember miért nem veri azonnal félholtra, hiszen lelőtt egy védtelen lányt és terrorizált egy idős embert. Batman, ahogyan a történet elején az elmegyógyintézetben is próbálta, meg akarja győzni Jokert kettejük küzdelmének értelmetlenségéről, hogy a végén ebbe valamelyikük bele fog halni. Felajánlja a segítségét és a rehabilitációt Jokernek, aki látszólag elgondolkozik a lehetőségen. Végül azonban kijelenti, hogy már túl késő és nevetni kezd. Azt mondja ez a helyzet egy viccre emlékezteti, amit el is mesél ellenségének. A vicc végén, miközben a rendőrautók fényei egyre közelebbről világítják meg a két férfit, az egyébként rezdületlen arcú Batman is hatalmas nevetésben tör ki.
Ott volt az a két fickó a bolondokházában… és egyik este elhatározzák, hogy nem akarnak többé elmegyógyintézetben élni. Ezért elhatározzák, hogy megszöknek. Így aztán felmennek a tetőre, és ott, egy keskeny résen keresztül kilátnak a város háztetőire, amint szétterülnek a holdfényben… szétterülnek a szabadságra. Akkor az első fickó minden gond nélkül kiugrik. De a barátja, az nem meri megtenni ezt a lépést… tudja… mert tudja, attól fél, hogy lezuhan. Ekkor az első fickónak támad egy ötlete. Azt mondja: „Hé! Itt van a zseblámpám. Megvilágítom vele a házak közötti átjárót és akkor a fénycsíkot követve át tudsz sétálni ide, utánam.” De a másik egyre csak rázza a fejét. Azt… azt mondja… azt mondja: „Mit képzelsz, azt hiszed őrült vagyok? Biztos eloltanád a zseblámpát, épp mikor félúton vagyok.”

### Joker eredettörténete
Joker eredettörténete a cselekményben elszórt visszapillantásokban tárul az olvasó elé. Ez az eredettörténet azonban nem feltétlenül hiteles, mivel a Joker tébolyult emlékeit mutatja be. A történet végén maga Joker jelenti ki, hogy ő is „egyetlen rossz nap” miatt őrült meg, de arra pontosan nem emlékszik, hogy mi is történt vele akkor. Egyszer így emlékszik rá, egyszer pedig úgy.
A névtelen férfi, akiből később megszületett Joker, laborasszisztensként dolgozott, azonban feladta biztos állását, hogy álmát követve humoristának álljon. Viccein azonban senki nem nevetett és kínosan felsült közönsége előtt a színpadon. Végső elkeseredésében, hogy el tudja tartani várandós feleségét, Jeannie-t, beleegyezett két bűnöző ajánlatába, hogy segít nekik betörni abba a vegyi üzembe ahol egykor dolgozott. Miközben a terven dolgoztak a rendőrség felkereste a férfit, hogy közöljék vele a tragikus hírt: a feleségét halálos baleset érte. A nő ki akart próbálni egy elektromos cumisüveg melegítőt melyben rövidzárlat keletkezett. A hír hallatán a férfi teljesen összeomlott és megpróbált visszakozni a betöréstől, hiszen szeretett felesége, akiért az egészet vállalta, immár nincs többé. A két gengszter azonban hajthatatlan volt.
A vegyi üzemnél a két bűnöző egy vörös sisakot adott a férfire, egyrészt azért, hogy ne ismerjék fel, másrészt pedig, hogy így tévesszék meg a rendőrséget egy ál-mesterbűnöző, a Vörös Sisak létezésével. Az üzemben azonban váratlan ellenállásba ütköztek és a biztonsági őrök lelőtték mindkét bűnözőt. Eközben Batman is megérkezett a helyszínre és megpróbálta elfogni az általa egyetlen személynek tartott Vörös Sisakot. A férfi megijedt Batmantől, és ahelyett, hogy egyszerűen megadta volna magát, beugrott az üzem egyik mérgekkel teli tartályába. A férfinek végül a csőrendszeren keresztül sikerült kijutnia az üzemből és megszöknie Batman elől. Mikor azonban levette sisakját, szembesülni kellett vele, hogy a vegyszerek teljesen kifehérítették a bőrét, az ajkait vérvörösre, haját pedig zöldre színezték. Ennek a végzetes napnak a szerencsétlen eseményei kergették az őrületbe a férfit, akiből így megszületett Joker.

## A történet megszületése
A gyilkos tréfa közvetlenül Alan Moore előző munkája, a Watchmen után született a DC-nél. Moore szeretett volna Brian Bolland rajzolóval együtt dolgozni, a kiadó pedig egy Batman-történetet ajánlott fel neki. Bolland már szintén régóta szeretett volna Moore-ral egy közös alkotást létrehozni és egy Jokerrel kapcsolatos történetet javasolt neki. Moore utánanézett a szereplő múltjának. Moore számára a Joker eredetével kapcsolatban az egyetlen kiindulópontot a Detective Comics 1951-es, 168. számában megjelent, A férfi a vörös sisak mögött (The Man Behind the Red Hood) című történet jelentette. Ebben a történetben a férfi, akiből később megszületett a Joker, mesterbűnözőként tevékenykedett Vörös Sisak néven. Moore saját történetében azt próbálta feltárni, hogy ki volt az a férfi akiből a Vörös Sisak megszületett.
Az előzetes tervekkel ellentétben a füzet színezője John Higgins lett, Bolland ugyanis más sorozatai és munkái miatt nem tudott volna elkészülni vele időben. A végeredmény így nem egészen olyannak sikerült, mint amilyet Moore eredetileg megálmodott. Bollandnak 20 évvel később, a történet jubileumi kiadásakor alkalma nyílt újraszínezni a füzetet a saját elképzelései szerint. „Miután Alan Moore-ral befejeztük A gyilkos tréfát, nem tudtam elképzelni más írót, akivel szívesebben dolgoztam volna együtt.” – nyilatkozta később Bolland Moore-ral való közös munkájáról.

## Motívumok és elemzés
A gyilkos tréfában Alan Moore a szuperhősöknek azt az új bemutatási módját folytatta, amit korábbi munkájában, a Watchmenben dolgozott ki. A Joker eredettörténetének bemutatása A gyilkos tréfában, a reményvesztettség, mely a „gonosz bohóc” személyisége mögött húzódik nagyobb mélységet adott a szereplőnek. Az eseménysorozat, melynek következtében teljesen megváltozott, oda sodorta, hogy eltaszítsa magától a valóságot és a tébolyt válassza, hogy valahogy képes legyen elviselni felesége és meg nem született gyermekének a halálát.
A történetben a Joker utal rá, hogy Batman is éppoly őrült mint azok a bűnözők, akik ellen harcol. „Magának is volt már rossz napja, igaz? Tudom, hogy volt! Látom magán, hogy volt egy rossz napja amikor minden megváltozott.” – mondja a Joker Batmannak a történet során. A különbség csupán az, hogy ez az őrület mindként szereplőnél másként testesül meg. Alan Moore egy interjúban ezt úgy jellemezte, hogy pszichológiailag Batman és a Joker tükörképei egymásnak. Batman és a Joker egy „véletlen és tragikus nap” teremtményei. Míg az álarcos igazságtevő megpróbál értelmet adni a tragédiának, addig ellenfele az élet abszurditását és igazságtalanságát tükrözi.
A víz, mint az őrület és téboly motívuma fontos része a történetnek, mely hulló esőcseppekkel és fodrozódó tócsák képével kezdődik és végződik. A névtelen férfi akkor születik újjá mint Joker, mikor a vegyszerekkel mérgezett csatornából kijutva megpillantja eltorzult ábrázatát egy fodrozódó tócsában. Ezt a jelenetet egyfajta szentségtelen megkeresztelkedésként is lehet értelmezni.
A Joker magát a rendszertelenséget testesíti meg. A történet elején azonnal szembetűnik az ál-Joker, aki zárkájában a kártyalapokat rendszerezi, a dzsókereket gondosan külön kupacba gyűjtve. A Joker célja a „rend” feldúlása, melynek szimbolikus jelenete mikor meglövi Barbara Gordont, akinek polgári foglalkozása könyvtáros volt, vagyis „rendszerező”.
A Joker által említett „választási lehetőség” a múltak között magát a füzetet és Batman 1939-es megszületése óta fonódó egész történelmét is jellemzi. A Joker Moore-féle eredettörténete egy 1951-es, a Detective Comics egyik számában megjelent történeten alapszik, de attól néhány pontban el is tér. Nem bizonyos tehát, hogy a A gyilkos tréfa része-e az egyrészes füzeten kívüli Batman-történelemnek, vagy önmagában létezik. Ennek a megválaszolását Moore már az olvasókra és az őt követő írókra bízta. Brian Bolland rajzai szintén nem adnak egyértelmű választ, inkább még zavarosabbá teszik a füzet világát. A Denevérbarlangban látható „családi fotó” valójában Sheldon Moldoff, egy korábbi Batman-rajzoló munkája, melyen Batman, Robin, Alfred, és Gordon felügyelő látható az első Bat-Girl, Batwoman, Bat-Mite és Ace, a „denevérkutya” társaságában, akiket a kiadó korábban, a Végtelen világok krízise során gyakorlatilag kitörölt a fiktív történelemből. Egy másik jelenetben Gordon felügyelő a Joker újabb szökéséről szóló újságcikket akarja beragasztani egy albumba, melyet egy korábban szintén kitörölt szereplő, Vicki Vale írt. Gordon átvitt értelemben megpróbálja rendszerezni Batman történelmét, ami azonban nem könnyen megy neki. „Túl sok ragasztót használtál!” – mondja Barbara az apjának a történetben.

## A történet fogadtatása és utóélete
A gyilkos tréfát megjelenése után a DC Comics többször is kiadta újranyomtatott formában, majd később gyűjteménykötetek részeként. 2008-ban, a füzet megjelenésének huszadik évfordulója alkalmából (és A sötét lovag című Batman-film bemutatóját megelőzően) a DC egy keményborítós különleges kiadás formájában (Batman: The Killing Joke Deluxe 20th Anniversary Edition) ismét megjelentette a történetet. Az új kiadást maga a történet rajzolója, Brian Bolland színezte újra, mely eredetileg John Higgins színeivel jelent meg. A történet újraszínezése természetesen megosztotta a rajongókat.
A történetet megjelenése után nem sokkal több díjjal is kitüntették. 1989-ben a Legjobb képregényalbum, Legjobb író és Legjobb művész kategóriákban elnyerte az Eisner-díjat, valamint a Legjobb képregényfüzet kategóriájában is jelölt volt. Szintén ebben az évben elnyerte a Harvey-díjat a Legjobb művész vagy rajzoló, Legjobb képregényfüzet vagy történet, Legjobb képregényalbum és a Legjobb színező kategóriáiban.
Az IGN 2005-ös, A 25 legjobb Batman-történet-című összesítésében A gyilkos tréfa a harmadik helyet foglalta el, csupán Frank Miller Batman: The Dark Knight Returns és Batman: Az első év című történetei előzték meg. A weboldal emellett minden idők legjobb Joker-történetének is nevezte A gyilkos tréfát.

### Alan Moore kritikája
Népszerűsége ellenére a történet legnagyobb kritikusa maga Alan Moore volt. Moore A gyilkos tréfát „esetlen, tévesen megítélt” történetnek nevezte, „melyből hiányzik a valóban fontos emberi mondanivaló”, de „voltak nála rosszabb szuperhős-történetek” is és valójában nem is lehet olyan rossz mint amilyennek ő tartja. Véleménye szerint a történet igazából semmiről sem szólt, leszámítva azt, hogy Batman és a Joker hasonló pszichózissal küzdenek, ami azonban csak a rajongók számára lehet érdekes.
A gyilkos tréfa egy történet Batmanről és a Jokerről: nem olyasmiről amivel valaha is szembesülni fogsz a valódi életben. Batman és a Joker nem olyan emberi lények, akik valaha is éltek volna. Ebből következik, hogy semmi emberileg fontos információ nincs benne. (…) A történet a DC által birtokolt néhány szereplőről szólt, akik semmilyen formában nem kötődtek a valódi világhoz. (…) …persze rengeteg pszichopata van a valódi világban is, de olyat egyet sem találsz amelyik cirkuszi bohócnak vagy denevérnek öltözne.
Moore véleménye szerint a másik ok, amiért annyira elégedetlen A gyilkos tréfával az az, hogy írásakor még mindig korábbi munkája, a Watchmen hatása alatt volt. A Watchmen jelentős újításokat vonultatott fel a kor amerikai képregényeihez képest, és A gyilkos tréfa stílusában igen közel állt hozzá. „Ha két évvel korábban vagy később írtam volna, mikor még/már nem vagyok a varázsa alatt annak, amit a Watchmen-ben csináltunk, valószínűleg más lett volna, talán egy jobb füzet, legalábbis ami az írást illeti.” – mondta évekkel később Moore.

### A megalázott nő: Barbara Gordon
Barbara Gordon, azaz Batgirl, James Gordon rendőrfelügyelő lánya ugyan csak néhány képkockán feltűnő mellékszereplője volt a történetnek, mégis az ő életében és további szerepléseiben hozta a legnagyobb változást. A Joker által súlyosan megsebesített és tolószékhez kötött nő nem sokkal a A gyilkos tréfa megjelenése után mint az Orákulum tért vissza és vette fel a harcot a bűnözőkkel, ezúttal a háttérben maradva. Barbara, ismételten mint az Orákulum állandó szereplője lett az 1999-ben indult Birds of Prey című sorozatnak, majd pedig a képregény alapján készült, azonos címet viselő televíziós sorozatnak, mely A gyilkos tréfa több elemét is beépítette magába.
Barbara Gordon a DC feláldozható szereplői közé tartozott, ugyanis nem sokkal a A gyilkos tréfa megjelenése előtt a kiadó nyugalmazta a nőt, mint álarcos igazságtevőt.
Megkérdeztem a DC-től, hogy nem lenne e gond, ha megnyomorítanám Barbara Gordont – az akkori Batgirlt – és ha jól emlékszem erről Len Weinnel, a készülő füzet szerkesztőjével beszéltem. „Tartsad egy kicsit, átmegyek a másik irodába és megkérdezem (a DC akkori főszerkesztőjét) Dick Giordanot, hogy mehet-e a dolog,” aztán kis várakozás után Len ismét beleszólt a kagylóba és azt mondta, „Oké, rendben, nyomorítsd meg a szukát.” Ez valószínűleg azon területek egyike volt, ahol jobb lett volna ha visszafognak engem, de nem tették.
A női szereplővel való kegyetlen bánásmód miatt a történetet több negatív kritika is érte. Kim Yale-nek, a DC akkori egyik szerkesztőjének egyáltalán nem tetszett ahogyan a szereplővel bántak a történetben. Mivel a kiadó semmilyen jövőbeli tervvel nem rendelkezett Barbara Gordon számára, Yale és férje, John Ostrander író tűzték ki célul a nő további sorsának alakítását, melyből így később megszületett az Orákulum.
Valerie D’Orazio, az Acclaim és a DC Comics egykori szerkesztőjének véleménye szerint A gyilkos tréfa nem veszi figyelembe a nők nézőpontját, akikben undort kelthet a képregény és az, ami Barbara Gordonnal történik benne. Ezzel szemben Laura Hudson, a Comic Foundry Magazine szerkesztője szerint a történetnek éppen ezt a reakciót kell kiváltani az olvasóból: undorodnia kell attól, ami Barbarával és az apjával történik.
Brutális volt, értelmetlen, undorító és rettenetes, és éppen ezért fáj ennyire. (…) Egy undorító világban élünk, tele szenvedéssel és gonoszsággal, és annak ellenére, hogy nem akarok ezzel állandóan szembesülni, ennek is megvan a helye a művészet minden formájában, mert része a valóságnak.
Egy másik kényes kérdés ami felmerült az olvasók körében a történettel kapcsolatban, hogy a Joker meg is erőszakolta-e Barbara Gordont. Az olvasók és alkotók véleménye megosztott, például John Ostrander író, Barbara Gordon további sorsának alakítójának véleménye szerint a válasz igenlő. Tény azonban, hogy erre A gyilkos tréfa nem tér ki, a későbbi történetekben pedig csak többértelmű utalások fordulnak elő. Ilyen volt például a Joker kijelentése is Jim Starlin néhány hónappal később megjelent, Batman: Halál a családban című történetében, mely szerint a „a nő csak azt kapta, amire vágyott”.

### Örökség
A gyilkos tréfát követő, gyakorlatilag egyetlen történet mely apró változtatásokkal ugyan, de követte Alan Moore Jokerjének eredettörténetét a 2004-ben, a Batman: Gotham Knights című sorozat 50-55. számaiban megjelent Pushback volt. A. J. Lieberman történetében Joker születési keresztneve „Jack” volt, melyre korábban A gyilkos tréfában nem derült fény. Lieberman módosítása szerint Joker, vagyis „Jack” felesége nem háztartási baleset áldozata lett, hanem meggyilkolták amiért a férfi nem akart részt venni a készülő betörésben. A gyilkosságról a történetben Edward Nigma,Rébusz számolt be, aki véletlenül volt szemtanúja az esetnek.

## Megjelenése más médiákban

### Az animációs film
2011-ben Mark Hamill, Joker leghíresebb szinkronszínésze, aki azelőtt rengeteg animációban és játékban adta a karakter hangját, úgy nyilatkozott, hogy szívesen visszatérne a szerephez, ha adaptálnák kedvenc képregényét, A gyilkos tréfát. Ezután létrejött egy Facebook oldal, melynek a színész és a szereplő rajongói a "Kérelem, hogy Mark Hamill játszhassa Jokert az animációs Gyilkos tréfában" címet adták. 2013-ban fejezte ki Bruce Timm szándékát a film elkészítésével kapcsolatban, ám hozzátette, hogy ez csak egy lehetőség. 2015. július 10-én jelentette be Bruce a Comic-Con rendezvényen, hogy a képregényt adaptálni fogják egy animációs filmben, mely már 2016-ban meg fog jelenni. Elmondták azt is, hogy Sam Liu fogja rendezni és Bruce Timm fogja vezetni a projektet. Július 17-én Hamill azt nyilatkozta, hogy nagyon reméli, hogy megkapja Joker szerepét. Július 27-ére már tudni lehetett, hogy Hamill megkapja a szerepet.
2016. március 14-én kiderült, hogy nem csak Mark Hamill tér vissza a Batman: A rajzfilmsorozat stábjából, mivel csatlakozott Kevin Conroy és Tara Strong is, mint Batman és Batgirl, valamint Ray Wise, mint James Gordon. A film R besorolást kapott, ami azt jelenti, hogy ez lett az első animációs szuperhősfilm, valamint a második szuperhősfilm, ami a felnőtteknek szóló besorolást kapta, a Deadpool után. A produkció első előzetesét 2016. április 26-án kapta meg, ám ekkor még mindig nem volt tisztázva, hogy mikor fog megjelenni. Májusban már lehetett tudni, hogy a filmet 2016. augusztus 2-án adják ki DVD-re. Június 8-án kiderült az is, hogy a filmet egy nap erejéig vetíteni fogják az amerikai mozikban.

### Filmekben
- Az 1989-es Batman című film rendezőjére, Tim Burtonre nagy hatással volt A gyilkos tréfa történetet. A filmben a Jack Nicholson által alakított Jack Napier, ha előéletében nem is, de a Jokerré való átalakulásának folyamatában nagy vonalakban megegyezik Alan Moore történetével.

Soha nem voltam nagy képregényrajongó, de mindig kedveltem ezt a két szereplőt, Batmant és a Jokert. Amiért soha nem tudtam igazán megkedvelni a képregényeket – és azt hiszem ez gyermekkoromban kezdődött – az az volt, hogy sosem tudtam melyik szóbuborék követi a másikat. Nem tudom, hogy diszlexiás voltam-e vagy sem, de A gyilkos tréfát éppen azért kedveltem meg, mert ez volt az első, amelyiknél tudtam mit kell olvasom. Ez lett a kedvencem. Az első, amit megkedveltem. Ezeknek a képregényeknek a sikere a mi ötletünket is befogadhatóbbá tette.
- A 2008-ban bemutatott A sötét lovag című film rendezője, Christopher Nolan szintén azok közé a történetek közé sorolta a A gyilkos tréfát, melyek hatással voltak rá a film készítése során.[34] A filmben a Jokert alakító és film bemutatója előtt elhunyt Heath Ledger egy korábban adott interjújában úgy nyilatkozott, hogy a szerephez való segédletként megkapta A gyilkos tréfa-füzetét.[35] A Joker megformálását pszichikailag és mentálisan megterhelő feladatként jellemezte. A Joker egy „pszichopata, tömeggyilkos, szkizofrén bohóc akiben semmi együttérzés sincs” – mondta Ledger.[36] A filmben a képregény hatása talán leginkább a Joker a múltjában való „választási lehetőségében” érhető nyomon. A sötét lovagban a Joker két különböző személynek két különböző magyarázatot ad arra, miképp szerezte a sebhelyét.
- 2010-ben mutatták be a Batman a Piros sisak ellen című animációs filmet, melyben a Vörös sisak nevű bűnöző elcsalogatja Batmant arra a helyre, ahol Joker balesete történt. Itt a szuperhős visszaemlékezik arra, amikor Joker vörös maszkjában azt akarta bizonyítani, hogy ő ártatlan. Ezért megpróbálta levenni maszkját, azonban elcsúszott és beleesett a savba, melytől létrejött az ismert kinézete.

### Televízióban
- A Birds of Prey sorozatban is látható Barbara Gordon története, melyben a Mark Hamill által játszott Joker lelövi Batgirlt, azonban a történet ezen változatában rájön Joker is, hogy Barbara valójában Batgirl.
- A The Batman című animációs sorozat első évadának végén lévő történet és A gyilkos tréfa között sok hasonlóság lelhető fel. A történetben Joker elrabolja Ethan Bennett detektívet, akit hasonlóan megkínoz egy vidámparkban, mint ahogy azt James Gordonnal tette. A "csak egy rossz nap" motívum is feltűnik Joker részéről, bár itt "csak egy romlott nap"-ként mondja.

### Videojátékokban
- Joker feltűnik a hawaiis ingében a Lego Batman: The Videogame című játékban, mely 2008-ban jelent meg.
- 2009-ben mutatták be a Batman: Arkham Asylum játékot, mely már a képregény cselekménye után játszódik. Ezt onnan lehet tudni, hogy Barbara itt már tolószékben segít Batmannek Orákulumként.[37] Továbbá sok utalás van a játékban a képregényre, ilyen például a vége felé látható trónja Jokernek, ami ugyanúgy játékbabából lett építve, mint A gyilkos tréfában.
- 2011-ben jelent meg a Batman: Arkham City, mely az Asylum folytatása. A játékban Joker elmondja Hugo Strange-nek a képregényből jól ismert eredettörténetét.[38] Ebben a verzióban Joker Batmant hibáztatja múltjáért, azonban később az is kiderült, hogy itt sem ez az egyetlen eredettörténete. Itt is sok, különböző változat van, azonban egy részlet mindig közös bennük: Batman.
- A 2013-as Injustice: Gods Among Us játékban letölthető a képregényből ismert ruhák egy része.
- A szintén 2013-as Batman: Arkham Origins játék az Arkham Asylum előzménye, melyben nagy szerepet kap Joker is. Joker itt találkozik először Harley Quinnnel, aki pszichiáterként dolgozott az Arkham Elmegyógyintézetben. Joker elbeszélget vele és közben, beszél a múltjáról is, miközben a játékos Vörös sisakként játszhat, aki épen a vegyi műveket próbálja kirabolni. A végén Batman önszántából belelöki Jokert a savba.[39]
- 2015-ben jött ki a Batman: Arkham Knight játék, melyben Batman egy méreg hatására hallucinálja, ahogyan Joker lelövi Barbarát, majd mosolyogva készít róla pár képet.